# Evento Miyake

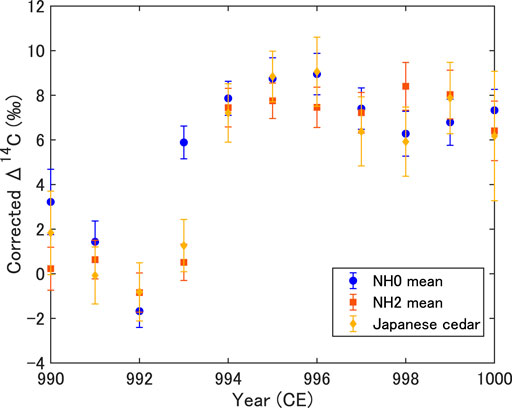
Mediciones de la concentración de carbono 14 en árboles de Japón (puntos amarillos), comparadas con la concentración de carbono 14 en los mismos años en una región sueca (NH0) y en otra región japonesa (NH2).

Un evento Miyake es un fuerte aumento observado en la producción de isótopos cosmogénicos por parte de los rayos cósmicos. Puede estar marcado por un aumento en la concentración del isótopo de carbono radiactivo 14
C en los anillos de los árboles, así como 10
Be y 36
Cl en núcleos de hielo, todos fechados de forma independiente. En la actualidad, se conocen cinco acontecimientos importantes (7176 a. C., 5259 a. C., 660 a. C., 774 d. C., 993 d. C.) de los cuales el pico en 14
C es bastante notable, es decir, un aumento superior al 1% en un período de 2 años, y cuatro eventos más (12.350 a. C., 5410 a. C., 1052 d. C., 1279 d. C.) que necesitan confirmación independiente. No se sabe con qué frecuencia ocurren los eventos de Miyake, pero a partir de los datos disponibles se estima que son cada 400 a 2400 años.
Existe una fuerte evidencia de que los eventos Miyake son causados por eventos extremos de partículas solares y probablemente estén relacionados con súperllamaradas descubiertas en estrellas similares al sol. Aunque los eventos Miyake se basan en aumentos extremos de un año a otro de la concentración de 14
C, la duración de los períodos durante los cuales los niveles de 14
C aumentan o permanecen en niveles altos es mayor a un año. Sin embargo, la ciencia aún no ha establecido una causa universal y un origen de todos los eventos, y algunos de los eventos pueden ser causados por otros fenómenos provenientes del espacio exterior (como un brote de rayos gamma).
Un fuerte aumento reportado recientemente en 14
C que ocurrió entre 12350 y 12349 a. C. puede representar el mayor evento Miyake conocido. Este evento fue identificado durante un estudio realizado por un equipo internacional de investigadores que midieron los niveles de radiocarbono en árboles antiguos recuperados de las orillas erosionadas del río Drouzet, cerca de Gap, en los Alpes del sur de Francia. Según el estudio inicial, el nuevo evento tiene aproximadamente el doble de tamaño que el aumento Δ14
C para los más recientes eventos de 774 y 993, pero aún no se ha evaluado la fuerza de la correspondiente tormenta solar. Sin embargo, el evento recientemente descubierto en el año 12.350 a. C. aún no se ha confirmado de forma independiente en anillos de árboles de otras regiones, ni está respaldado de manera confiable por algún pico claro correspondiente en otros isótopos.
Un evento Miyake que ocurra en las condiciones modernas podría tener impactos significativos en la infraestructura tecnológica global, tales como satélites, telecomunicaciones y redes eléctricas.

## Descubrimiento
Los eventos llevan el nombre de la física japonesa Fusa Miyake, quien, durante sus estudios de doctorado, fue la primera persona en identificar estos picos de radiocarbono y publicó los resultados con otros coautores en 2012 en la revista Nature. La investigación en ese momento encontró un fuerte aumento de 14
C en los anillos anuales de cedros japoneses para los años 774/775. El evento de 775 se descubrió de forma independiente, utilizando datos de baja resolución de IntCal. En 2013, Miyake y sus coautores publicaron el descubrimiento de otro pico de radiocarbono similar ocurrido en los años 993/994. En diciembre de 2013, Miyake recibió su título de Doctora en Ciencias de la Universidad de Nagoya.

## Punto de referencia temporal
Una vez que un evento Miyake ha sido bien estudiado y confirmado, puede servir como punto de referencia temporal, un "sello de año", que permite fechar con mayor precisión los eventos históricos. De este modo, se han datado seis sucesos históricos diversos, desde sitios arqueológicos hasta desastres naturales, en un año específico, utilizando los eventos Miyake como puntos de referencia y contando desde ahí los anillos de los árboles. Por ejemplo, las casas de madera en el sitio vikingo de L'Anse aux Meadows en Terranova se fecharon encontrando el evento Miyake del año 993 d. C. y luego contando los anillos de los árboles, lo que mostró que la madera provenía de un árbol talado en 1021 d. C.